# مورين كوستر
مورين كوستر (من مواليد 3 يوليو 1992) عداءة مسافات متوسطة هولندي  تتنافس في سباقات المضمار والميدان والجري عبر الضاحية. فازت بالميدالية البرونزية في سباق 3000 متر في بطولة أوروبا لألعاب القوى داخل الصالات 2015 في براغ. مثلت بلدها في بطولة العالم لألعاب القوى للناشئين 2010 وبطولة العالم لألعاب القوى 2013. تنافست تحت 23 عامًا في بطولة أوروبا عبر الضاحية عام 2013 وعام 2014، وفازت بالميدالية البرونزية للفريق في المحاولة الأولى وحصلت على المركز الخامس في سباق الفردي. كما ركضت مسافة 1500 متر في بطولة أوروبا لألعاب القوى 2014، لكنها فشلت في الوصول إلى النهائي.